# Kim Min-Soo
Kim Min-Soo (en coreano: 김 민수; 22 de enero de 1975) es un deportista surcoreano que compitió en judo, artes marciales mixtas y kickboxing.

## Trayectoria en yudo
Inició su andadura en las artes marciales como judoca llegando a obtener el cinturón negro tercer dan. Participó en los Juegos Olímpicos de Atlanta 1996, obteniendo una medalla de plata en la categoría de –95 kg, tras haber sido derrotado por el polaco Paweł Nastula en el combate por la medalla de oro.

### Palmarés internacional
| Juegos Olímpicos | Juegos Olímpicos         | Juegos Olímpicos | Juegos Olímpicos |
| Año              | Lugar                    | Medalla          | Categoría        |
| ---------------- | ------------------------ | ---------------- | ---------------- |
| 1996             | Atlanta (Estados Unidos) | Medalla de plata | –95 kg           |

## Trayectoria en artes marciales mixtas y K-1
Como luchador de artes marciales mixtas es conocido bajo el apodo de "Mr. Shark", llegó a luchar contra el exluchador de WWE y excampeón de peso pesado de UFC Brock Lesnar, contra el exluchador de la WWE Sean O'Haire y contra el exjugador de fútbol americano de la NFL Bob Sapp entre otros, también llegó a participar en torneos de K-1 siendo uno de los finalistas del K-1 World Grand Prix 2006 celebrado en Seúl donde terminó derrotado por KO por el japonés Yusuke Fujimoto.

### Registro en artes marciales mixtas
| Resultado | Récord | Oponente           | Método                   | Evento                      | Fecha                   | Asalto | Tiempo | Lugar                   | Notas |
| --------- | ------ | ------------------ | ------------------------ | --------------------------- | ----------------------- | ------ | ------ | ----------------------- | ----- |
| Derrota   | 3-7    | Sentoryū Henri     | KO (golpes)              | The Khan 2                  | 27 de noviembre de 2009 | 1      | 1:12   | Seúl, Corea del Sur     |       |
| Victoria  | 3-6    | Ikuhisa Minowa     | TKO (golpes)             | Hero's 2007 in Korea        | 28 de octubre de 2007   | 1      | 3:46   | Seúl, Corea del Sur     |       |
| Derrota   | 2-6    | Brock Lesnar       | Sumisión (golpes)        | K-1 HERO's - Dynamite!! USA | 2 de junio de 2007      | 1      | 1:09   | Los Ángeles, California |       |
| Derrota   | 2-5    | Mighty Mo          | KO (golpes)              | Hero's 8                    | 12 de marzo de 2006     | 1      | 2:37   | Nagoya, Japón           |       |
| Derrota   | 2-4    | Don Frye           | KO (golpes)              | Hero's 7                    | 9 de octubre de 2006    | 2      | 2:47   | Yokohama, Japón         |       |
| Derrota   | 2-3    | Semmy Schilt       | Sumisión                 | Hero's 6                    | 5 de agosto de 2006     | 1      | 4:16   | Tokio, Japón            |       |
| Victoria  | 2-2    | Yoshihisa Yamamoto | Sumisión                 | Hero's 4                    | 15 de marzo de 2006     | 2      | 1:32   | Tokio, Japón            |       |
| Victoria  | 1-2    | Sean O'Haire       | Sumisión                 | Hero's 2005 in Seoul        | 5 de noviembre de 2005  | 1      | 4:46   | Seúl, Corea del Sur     |       |
| Derrota   | 0-2    | Ray Sefo           | KO (patada en la cabeza) | Hero's 2                    | 6 de julio de 2005      | 2      | 0:30   | Tokio, Japón            |       |
| Derrota   | 0-1    | Bob Sapp           | KO (golpes)              | Hero's 1                    | 26 de marzo de 2005     | 1      | 1:12   | Saitama, Japón          |       |

### Registro en K-1
| Resultado | Récord | Oponente        | Método   | Evento                                      | Fecha                    | Asalto | Tiempo | Lugar               | Notas                                   |
| --------- | ------ | --------------- | -------- | ------------------------------------------- | ------------------------ | ------ | ------ | ------------------- | --------------------------------------- |
| Victoria  | 4-1    | Scott Junk      | Decisión | K-1 World Grand Prix 2008 in Hawaii         | 8 de septiembre de 2008  | 3      | 3:00   | Honolulu, Hawái     |                                         |
| Victoria  | 3-1    | Randy Kim       | Decisión | K-1 World Grand Prix 2007 in Seoul Final 16 | 29 de septiembre de 2007 | 3      | 3:00   | Seúl, Corea del Sur | Puntuaciones: 3–0 (30–29, 30–28, 30–29) |
| Derrota   | 2-1    | Yusuke Fujimoto | KO       | K-1 World Grand Prix 2006 in Seoul          | 6 de marzo de 2006       | 2      | 0:23   | Seúl, Corea del Sur |                                         |
| Victoria  | 2-0    | Mourad Bouzidi  | Decisión | K-1 World Grand Prix 2006 in Seoul          | 6 de marzo de 2006       | 3      | 3:00   | Seúl, Corea del Sur | Puntuaciones: 0-3 (9–10, 9–10, 9–10)    |
| Victoria  | 1-0    | Kyoung Suk Kim  | Decisión | K-1 World Grand Prix 2006 in Seoul          | 6 de marzo de 2006       | 3      | 3:00   | Seúl, Corea del Sur | Puntuaciones: 0–3 (29–30, 29–30, 29–30) |